# Тиберий Поллений Армений Перегрин
Тиберий Поллений Армений Перегрин (лат. Tiberius Pollenius Armenius Peregrinus) — римский политический деятель и сенатор середины III века.

## Биография
Перегрин происходил из аристократической италийской семьи, члены которой впервые появились на императорской службе во II веке, и была близка к династии Северов. Идентифицировать родственников Перегрина достаточно затруднительно. Он, вероятно, был сыном претора и арвальского брата 213 года Луция Армения Перегрина. Его приёмным отцом, по всей видимости, мог быть консул-суффект в правления Коммода Поллиен Ауспекс или его сын Тиберий Юлий Поллиен Ауспекс, а братом — арвальский брат 240 года Армений Титиан.
В 243 году Перегрин находился на посту проконсула Ликии и Памфилии. В 244 году он занимал должность ординарного консула вместе с Фульвием Эмилианом. Возможно, в какой-то момент времени Тиберий был проконсулом Азии.
Его дочерью была Полления Гонората, а супругой — дочь Флавия Юлия Латрониана, префекта города при Гордиане III.